# Unbelievable (Fernsehserie)
Unbelievable ist eine US-amerikanische Miniserie, die am 13. September 2019 auf dem Video-on-Demand-Anbieter Netflix ihre Premiere feierte. Die True-Crime-Produktion basiert auf dem mit dem Pulitzer-Preis ausgezeichneten Artikel An Unbelievable Story of Rape aus dem Jahr 2015 der Journalisten T. Christian Miller und Ken Armstrong über eine Vergewaltigungsserie in den Bundesstaaten Washington und Colorado. Der Artikel erschien sowohl bei ProPublica als auch bei The Marshall Project, ebenfalls einer Non-Profit-Organisation, die sich auf Kriminalfälle in den Vereinigten Staaten fokussiert. Zudem erschien zur selben Zeit ein Podcast bei This American Life über den Fall, bei dem die Autoren selbst zu Wort kamen.

## Handlung
Marie Adler, eine verhaltensauffällige Jugendliche aus Lynnwood in Washington, behauptet im Jahr 2008, vergewaltigt worden zu sein. Die Ermittler Parker und Pruitt behandeln sie respektlos und fordern sie unnötig oft auf, die Schilderung der Tat zu wiederholen. Da sie keinen besonders guten Ruf besitzt, schenkt ihr die Polizei keinerlei Glauben und bringt sie dazu, eine Falschaussage zuzugeben. Marie wird wegen ihrer Falschaussage angeklagt, was einschneidende Konsequenzen für ihre Beziehungen zu ihren Freunden, ihren Kollegen im Supermarkt sowie den Betreuern in dem Sozialprogramm, dessen Mitglied sie ist, hat. In der Folge hat sie mit schweren verbalen Attacken in der Presse und im Internet sowie mit dem Vertrauensverlust ihres Umfelds zu kämpfen.
Drei Jahre später ermittelt Detective Karen Duvall aus Golden in Colorado in einem Vergewaltigungsfall. Ihrem Mann Max fällt auf, dass es einen Zusammenhang mit einer Vergewaltigung aus seinem Zuständigkeitsbereich Westminster gibt. Deswegen tun sich Karen und Grace, die Ermittlerin aus Westminster, zusammen und ermitteln gemeinsam. Sie finden schnell heraus, dass es sich bei ihren Fällen um denselben Täter handelt und sie es somit mit einem Serienvergewaltiger zu tun haben. Während ihrer Ermittlungen werden Karen und Grace mit unkooperativen Kollegen sowie vielen Hinweisen, die ins Leere führen, konfrontiert.

## Besetzung und Synchronisation
Die Synchronisation der Serie wurde bei der RRP Media nach einem Dialogbuch von Kalpna Joshi und Jan Fabian Krüger unter der Dialogregie von Ralf Pel erstellt.
| Rolle                           | Darsteller         | Synchronsprecher   |
| ------------------------------- | ------------------ | ------------------ |
| Detective Grace Rasmussen       | Toni Collette      | Christin Marquitan |
| Detective Karen Duvall          | Merritt Wever      | Friederike Walke   |
| Marie Adler                     | Kaitlyn Dever      | Ronja Peters       |
| Detective Parker                | Eric Lange         | Dirc Simpson       |
| Detective Pruitt                | Bill Fagerbakke    | Roman Kretschmer   |
| Judith                          | Elizabeth Marvel   | Andrea Solter      |
| Colleen Doggett                 | Bridget Everett    | Almut Zydra        |
| Amber                           | Danielle Macdonald | Juliane Schöttler  |
| RoseMarie                       | Dale Dickey        | Judith Steinhäuser |
| Mia                             | Liza Lapira        | Uschi Hugo         |
| Elias                           | Omar Maskati       | Marcel Mann        |
| Max Duvall                      | Austin Hébert      | Patrick Giese      |
| Steve Rasmussen                 | Kai Lennox         | Steven Merting     |
| Christopher McCarthy            | Blake Ellis        | Alexander Hauff    |
| Curtis McCarthy                 | Aaron Staton       | Jörn Linnenbröker  |
| Becca                           | Patricia Fa’asua   | Meryem Celik       |
| Ty                              | Charlie McDermott  | Patrick Cieslik    |
| Al                              | Brent Sexton       | Harald Effenberg   |
| Lily                            | Annaleigh Ashford  | Lo Rivera          |
| FBI Special Agent Billy Taggart | Scott Lawrence     | Oliver Siebeck     |
| Connor                          | Shane Paul McGhie  | Kaze Uzumaki       |

## Episodenliste
| Nr. | Deutscher Titel | Originaltitel | Regie           | Drehbuch                                         |
| --- | --------------- | ------------- | --------------- | ------------------------------------------------ |
| 1 | Folge 1         | Episode 1     | Lisa Cholodenko | Susannah Grant & Michael Chabon & Ayelet Waldman |
| Im August 2008 sitzt Marie Adler, ein ehemaliges Pflegekind und nun Mitglied in einem Sozial-Programm für schwererziehbare Jugendliche, verstört in ihrem Zimmer in Lynwood, Washington und wird von ihrer ehemaligen Pflegemutter Judith getröstet. Als die Polizei eintrifft, wird Marie von einem Beamten befragt und gibt an, vergewaltigt worden zu sein. Kurz darauf kommen die Ermittler Parker und Pruitt an. Sie fordern Marie mehrmals auf, die Tat nochmals zu schildern, da Marie bei der ersten Erklärung in einem kleinen, für den Fall eigentlich unbedeutendem Detail widersprüchliche Angaben gemacht habe, zudem sind Parker und Pruitt der Meinung, dass sie sich für ein Vergewaltigungsopfer viel zu unberührt verhält. Danach wird sie in ein Krankenhaus eingeliefert, wo sie untersucht wird, um die Vergewaltigung nachzuweisen, und wird abermals genötigt, diese zu beschreiben. Die Polizei untersucht Maries Wohnung nach Indizien, findet aber nichts. Colleen, die vor Judith Maries Pflegemutter war, hilft Marie beim Umzug in eine andere Wohnung im selben Gebäude. Als Judith gegenüber Parker erwähnt, dass Marie in der Vergangenheit selbstdarstellerisches Verhalten an den Tag gelegt hat, kommen er und Pruitt zu dem Schluss, dass sich Marie die Vergewaltigung nur ausgedacht hat. Sie setzen sie unter Druck, weswegen Marie ihre Behauptungen widerruft, was ihr das Vertrauen ihrer Freunde und Programm-Betreuer kostet. |                 |               |                 |                                                  |
| 2 | Folge 2         | Episode 2     | Lisa Cholodenko | Susannah Grant                                   |
| Parker schließt Maries Akte. Kurz darauf gibt eine unbekannte Quelle bei der Polizei Maries Namen an die Presse weiter, weswegen ihr Wohnhaus ständig von Reportern belagert wird. Marie versucht vergebens, diesen aus dem Weg zu gehen. Deswegen hat sie große Konzentrationsprobleme bei ihrer Arbeit im Programm, weshalb ihre Betreuer eine strenge Ausgangssperre und weitere Maßnahmen einführen, um sie besser überwachen zu können. Marie will Coleen besuchen, die gerade nicht zuhause ist, ihr Ehemann Al sagt Marie direkt, dass er mit ihr aufgrund ihrer vermeintlichen Falschaussage nicht allein sein will, weswegen Marie niedergeschlagen wieder geht. Die Handlung springt darauf ins Jahr 2011: In der Stadt Golden in Colorado ermittelt Detective Karen Duvall im Fall der vergewaltigten 22-jährigen Amber Stevenson. Amber beschreibt ihren Angreifer und erwähnt, dass er ein Muttermal auf der linken Wade hätte. Karens Ehemann Max, der bei der Polizei von Westminster arbeitet, fällt auf, dass Ambers Beschreibungen mit einem ungeklärten Fall aus seinem Zuständigkeitsbereich übereinstimmen. Er schlägt Karen deshalb vor, seine Kollegin Grace Rasmussen anzurufen, die damals die leitende Ermittlerin war. Währenddessen observiert Grace nachts den Tatort einer jüngsten Vergewaltigung, wobei ihr ein Mann mit einem Rucksack auffällt. |                 |               |                 |                                                  |
| 3 | Folge 3         | Episode 3     | Lisa Cholodenko | Susannah Grant                                   |
| Es stellt sich heraus, dass der observierte Mann nicht der gesuchte Täter ist. Kurz darauf bekommt Grace Besuch von Karen, die ihr die Ähnlichkeiten in ihren Fällen erklärt, weswegen die beiden zu Sarah gehen, dem Opfer aus Graces altem Fall. Trotz einiger anfänglicher Schwierigkeiten beschließen die beiden, gemeinsam zu ermitteln. Karen kommt zu dem Schluss, dass es sich um einen Serientäter handelt, der weiß, dass die verschiedenen Polizeireviere nicht gut im Austausch von Informationen sind, weswegen er in jedem Zuständigkeitsbereich nur eine Frau vergewaltigt, damit nicht deutlich wird, dass er ein Serientäter ist. Karen und Grace verbringen die ganze Nacht damit, sich Akten über alle Vergewaltigungen in den letzten sechs Jahren in Colorado anzusehen, dabei rufen sie auch die zuständigen Ermittler an. Karen findet dabei ein Überwachungsvideo, das einen weißen Pick-up zeigt, der vermutlich dem Täter gehört, Grace sieht einen weiteren Zusammenhang mit einem Fall aus Aurora. Unterdessen zeigt eine Rückblende aus dem Jahr 2008 Marie, die aufgrund vielfacher negativer Pressemeldungen und Nachrichten in sozialen Netzwerken verzweifelt, weswegen sie zu ihrem Freund Connor geht. Sie erhält eine Mitteilung, dass sie wegen ihrer Falschaussage von der Polizei angeklagt wurde. Marie befürchtet deswegen, aus dem Programm entlassen zu werden, ihr Betreuer Ty beruhigt sie und verspricht, sie zu unterstützen. |                 |               |                 |                                                  |
| 4 | Folge 4         | Episode 4     | Michael Dinner  | Michael Chabon & Ayelet Waldman                  |
| Ein Kommilitone von Amber gibt an, den Täter zu kennen. Karen und Grace veranlassen eine Gegenüberstellung, allerdings ist sich Amber nicht sicher, ob es sich bei ihm um ihren Vergewaltiger handelt. Karen verhört den Mann und stellt fest, dass er zwar eine Einstellung gegenüber Frauen hat, die den Verdacht rechtfertigen, allerdings ist er nicht der Täter. Karen und Grace glauben, dass der wahre Täter Insider-Wissen besitzt und deswegen ein Polizist sein könnte. Deswegen bittet Grace ihren Ehemann Steve, der für den Generalbundesanwalt von Colorado arbeitet, ihr zu verraten, welche Polizisten ungestraft häusliche Gewalt an ihren Frauen verübt haben, Steve weigert sich aber. Kurz darauf wird erneut eine Frau in einem Vorort von Denver vergewaltigt. Unterdessen wendet sich Marie im Jahr 2008 an den Anwalt Donald Hughes. Er ist sehr überrascht, dass sie angeklagt wurde, da Falschaussagen bei der Polizei praktisch nie Klagen nach sich ziehen, und will mit dem Staatsanwalt einen Deal vereinbaren. Als Marie erneut Colleen und Al besucht, läuft im Fernsehen ein Bericht über eine Vergewaltigung in Kirkland. Colleen fällt sofort auf, dass es zwischen den aktuellen und Maries Beschreibungen vom Täter Übereinstimmungen gibt. Sie fordert Marie auf, ihr Geständnis über die Falschaussage zurückzuziehen. Marie hat aber Angst und will nicht zur Polizei gehen, da sie dieser nicht traut. |                 |               |                 |                                                  |
| 5 | Folge 5         | Episode 5     | Michael Dinner  | Jennifer Schuur                                  |
| Grace befragt Lily, die beinahe vergewaltigt wurde, sich allerdings durch einen Sprung vom Balkon gerettet und sich dabei das Becken gebrochen hat. Sie behauptet, dass Detective Harkness, der damalige Ermittler, sie verachtet habe. Indizien aus Lilys Wohnung passen mit Beweisen aus den Wohnungen der anderen Opfer zusammen, weswegen sich die Serientäter-Theorie bestätigt. Karen überprüft eine Vergewaltigung aus Kansas, die allerdings mit der Serie in Colorado nichts zu tun hat. Dafür befindet sich unter den Beweisen aus der Tat in Kansas ein Lehrbuch über Ermittlungsmethoden in Vergewaltigungsfällen, die für einen Vergewaltiger nützliche Informationen zur Verbergung seiner Taten erhält. Unterdessen hat Amber große Schwierigkeiten, ihr Erlebnis zu verarbeiten, und verhält sich für sie sehr untypisch, beispielsweise hat sie oft Sex mit Fremden. 2008 schickt Maries Vorgesetzter im Supermarkt sie zur Arbeit an die Laderampe, wo sie von einem Kollegen verbal belästigt wird. Als Connor sie bei der Arbeit besucht, schreit sie ihn aus Wut und Frust an, was von ihrem Vorgesetzten beobachtet wird. Sie erhält von ihm eine Rüge, woraufhin sie kündigt. Colleen will unterdessen die Polizei in Kirkland anrufen, um ihnen den Zusammenhang zwischen den beiden Vergewaltigungen zu erklären. Judith ist dagegen, da sie befürchtet, dass Marie durch einen weiteren Kontakt mit der Polizei nur noch mehr verstört wird, Coleen ruft dennoch an. Der Anruf hat aber keinerlei Auswirkungen, da ein Ermittler aus Kirkland mit Pruitt telefoniert, der weiterhin behauptet, dass Maries Aussage falsch war und die Fälle daher keinerlei Verbindung zueinander haben.                                                     |                 |               |                 |                                                  |
| 6 | Folge 6         | Episode 6     | Michael Dinner  | Becky Mode                                       |
| Steve überdenkt sein Handeln und gibt Grace die Akte des Polizisten James Massey. Steve sagt ihr, dass Massey nicht im Polizeidienst tätig sein sollte, selbst wenn er nicht der Vergewaltiger ist. Grace will heimlich nach Hinweisen für James’ Schuld suchen, was aber scheitert, da er sie sieht und sie erkennt. Er spuckt ihr ins Gesicht und droht ihr, nicht weiter gegen ihn zu ermitteln. Elias, einem jungen Datenanalysten in Westminster, gelingt es, den weißen Pick-up und seinen Eigentümer Christopher McCarthy zu identifizieren. Daraufhin beschattet Karen einen Mann, der Christophers Haus verlässt, sie verfolgt ihn und nimmt eine Probe seiner DNA. Währenddessen klopfen Grace und der FBI-Agent Billy Taggart an der Haustür, bevor sie drinnen nach Hinweisen suchen wollen. Sie reagieren überrascht, als Christopher öffnet, bei dem beschatteten Mann handelte es sich um seinen Bruder Curtis. Grace erfindet eine passable Ausrede für ihren Besuch, sie und Billy suchen danach schnell das Weite. In einer erneuten Rückblende gelingt es Donald, erfolgreich mit dem Staatsanwalt zu verhandeln: Marie erhält eine Bewährungsstrafe, muss ein Bußgeld bezahlen und bleibt nicht vorbestraft, wenn sie sich in der Bewährungszeit nichts zu Schulden kommen lässt. Marie ist frustriert, da es in ihrer Freizeit durch die Bewährung zu Einschränkungen kommt. Sie betrinkt sich, konsumiert Marihuana und verstößt gegen die Ausgangssperre, weswegen sie aus dem Programm entlassen wird. Sie zieht wieder bei Judith ein, die ihr Geld leiht, damit sie das Bußgeld begleichen kann. |                 |               |                 |                                                  |
| 7 | Folge 7         | Episode 7     | Susannah Grant  | Becky Mode Idee: Susannah Grant                  |
| Karen und Grace fragen sich, ob Christopher und Curtis gemeinsam nacheinander die Vergewaltigungen begehen. Deswegen erstellt Elias mit Hilfe der Auswertung von Einträgen in sozialen Netzwerken und Handyaufzeichnungen eine Zeitleiste. Diese deutet an, dass Christopher wahrscheinlich alleine handelt und Curtis somit unschuldig ist. Da die Zeitleiste allein als Beweis nicht ausreicht, nehmen Karen und Grace Curtis fest. Nachdem sie ihn überprüft und befragt haben, bestätigt sich seine Unschuld. Karen und Billy durchsuchen Christophers Haus und finden stichhaltige Beweise, um ihn zu überführen. Grace kommt nicht mit, um Christopher festzunehmen, sondern überlässt dies Karen und somit auch die Anerkennung für die Lösung des Falls. Im Jahr 2008 wird Marie auf Anweisung des Gerichts zu einer Therapeutin geschickt. Marie verhält sich zunächst sehr unkooperativ, bis ihre Therapeutin sie überzeugt, über Themen zu reden, die nichts mit ihrer Vergewaltigung zu tun haben. So redet Marie zunächst über Zombie-Filme, die sie sich gerne ansieht, und zieht anschließend Parallelen zwischen Filmhandlungen und ihrer Behandlung durch die Polizei. Sie sagt der Therapeutin, dass sie wirklich vergewaltigt und von den Ermittlern dazu gedrängt wurde, ihre Behauptungen zurückzuziehen. Die Therapeutin glaubt ihr und fragt sie, was sie anders tun würde, wenn sie die Situation noch einmal durchleben könnte. Marie antwortet, dass sie über ihre Vergewaltigung früher und energischer lügen würde, um nicht mit dem Rechtssystem konfrontiert zu werden, da Autoritätspersonen unbequeme Wahrheiten missfallen würden. |                 |               |                 |                                                  |
| 8 | Folge 8         | Episode 8     | Susannah Grant  | Susannah Grant                                   |
| Karen und Grace werten Fotos aus, die Christopher von seinen Opfern gemacht hat. Dabei finden sie heraus, dass mehrere von diesen bereits im Jahr 2008 im Staat Washington entstanden sind. Grace sendet diese an Detective Parker, der auf einem Foto Marie erkennt und realisiert, dass sie die Wahrheit gesagt hat. Parker informiert Marie, dass ihr Peiniger verhaftet wurde, und gibt ihr im Namen der Stadt eine Rückerstattung von 500 Dollar, der Höhe ihres Bußgelds. Christopher bekennt sich vor Gericht schuldig, weigert sich aber, das Verschlüsselungspasswort einer Festplatte auszuhändigen, auf der sich Beweise für weitere Straftaten befinden. Viele seiner Opfer sagen während des Prozesses gegen ihn aus oder befinden sich wie Amber unter den Zuschauern. Christopher wird zu 327 Jahren und 6 Monaten Haft verurteilt. Nach dem Prozess bittet er Billy, ihn als „Experten“ zu befragen, damit andere Vergewaltiger in Zukunft überführt werden können. Marie verklagt die Stadt Lynwood, ihr Anwalt erreicht eine Entschädigung in Höhe von 150.000 Dollar und eine offizielle Entschuldigung. Eigentlich fordert Donald eine höhere Summe, Marie ist aber zufrieden und besteht nicht auf einer Erhöhung. Marie kauft sich ein Auto und will damit die Stadt verlassen, macht aber vorher auf dem Polizeirevier Halt. Sie äußert gegenüber Parker, dass sie von keinem der Beteiligten eine persönliche Entschuldigung erhalten habe. Er bittet sie darauf um Verzeihung, während Pruitt schweigend neben ihm steht. Bevor Marie geht, ermahnt sie Parker, in Zukunft sorgfältiger zu ermitteln. Danach ruft sie Karen an und dankt ihr für die Überführung Christophers, anschließend setzt sie ihre Fahrt gen ihrer neuen Heimat fort. |                 |               |                 |                                                  |
| Am 13. September 2019 wurden alle Folgen der Staffel gleichzeitig bei Netflix veröffentlicht. |                 |               |                 |                                                  |

## Rezeption
In der Internet Movie Database erhielt die Serie eine durchschnittliche Bewertung von 8,4 von zehn Sternen basierend auf über 110.000 abgegebenen Stimmen. Auf Rotten Tomatoes ergab sich eine Kritikerbewertung von 96 Prozent basierend auf 55 Kritiken sowie ein Zuschauer-Wert von 93 Prozent basierend auf 360 Zuschauerstimmen. Bei Metacritic erhielt die Serie eine Bewertung von 82 von 100.
Judy Berman beschrieb die Serie in der Time als „Anti-Law & Order“. Zunächst klinge die Handlung von Unbelievable selbst für eine „moralisierende, unbeholfene Krimi-Serie gekünstelt“, da es um „schlecht ausgebildete Männer gehe, die die Ermittlungen in einem pikanten Sexualverbrechen verpfuschen“, was verheerende Folgen für eine junge Frau habe, die am Rand der Gesellschaft stehe. Der Fall wird anschließend von einem kompetenteren, empathischeren, weiblichen Team gelöst. Tatsächlich sei die Serie herzzerreißend. Unter anderem stelle sie die Hintergründe von Vergewaltigungsfällen ehrlich dar, ohne sie gleichzeitig zu einer Sensation machen zu wollen. Beispielsweise sei es auch der Leistung der betreffenden Schauspielerinnen zu verdanken, dass die Vergewaltigungen selbst, die aus der Sicht der Opfer geschildert werden, im Gegensatz zu ähnlichen Sequenzen aus Game of Thrones oder The Handmaid’s Tale – Der Report der Magd bei den Zuschauern einen bleibenden Eindruck hinterlassen würden. Auch seien die beiden Ermittlerinnen Duvall und Rasmussen keine typischen Krimiserien-Figuren. Vielmehr empfänden sie Empathie für die Opfer und eine seit langem aufgestaute Wut über die Apathie im überwiegend von Männern besetzten Justizsystem. Berman schloss ihre Kritik mit den Worten, dass die Serie an manchen Stellen zwar etwas belehrend sei und unter anderem Statistiken über Vergewaltigungen in die Handlung hineinzwänge. Dafür seien aber die Darsteller in ihrem Spiel subtil. Susannah Grant gehe es nicht darum, Law & Order-Fans zu unterhalten, sondern aufzuzeigen, warum reale Vergewaltigungsfälle oft komplexer sind als im Fernsehen dargestellt.

„In manchen Episoden wirkt Unbelievable wie ein zwar knallhartes, aber doch ziemlich routiniertes Detektivinnendrama. Man sieht den beiden Polizistinnen bei Verhören grimmiger Männer und angegriffener Frauen zu. (...) Gegen alle Widerstände und gelegentliche eigene Zweifel an ihrer Arbeit gelingt es den beiden Ermittlerinnen, ihr Netz enger zu ziehen, indem sie Zeugen immer noch einmal befragen, rücksichtslos weiterwühlen und auch den unwahrscheinlichsten Fährten nachspüren. (...) Das Kraftzentrum der Serie aber sind die Szenen, in denen Unbelievable den Weg der Heldin Marie Adler über Monate und Jahre weiterverfolgt. Sie kämpft anrührend um die Zuneigung ihres einzigen Vertrauten, sie erträgt diverse juristischen Bösartigkeiten mit stillem Gleichmut (...) Irgendwann aber steht einer der Polizisten vor der jungen Frau, der geholfen hat, ein paar Jahre ihres Lebens zu ruinieren. Der Mann sagt, er habe sich leider geirrt. Der Polizist wird hier nicht als Schurke oder als verbohrter Macho dargestellt, eher als kläglicher Repräsentant einer gesellschaftlichen Ordnungsmaschinerie, die für Außenseiter wie Marie Adler keine Gerechtigkeit vorsieht. (...) Es ist eine tolle, herzzerreißende Szene, die darauf folgt, über die man nur eines verraten darf: Von Versöhnung - gar einer mit den Verhältnissen - kann hier keine Rede sein.“

Ken Armstrong, einer der Verfasser des Artikels, auf dessen Grundlage die Serie kreiert wurde, beschrieb auf Twitter die Reaktion der wahren Marie Adler auf die Produktion. Adler finde die Serie exzellent, vor allem Kaitlyn Devers Leistung und die Authentizität der Handlung habe sie positiv bewertet. Zwar sei es für sie nicht ganz einfach gewesen, sich die Produktion anzusehen, sie habe dabei auch geweint. Allerdings sei dies für sie eine Möglichkeit gewesen, mit dem Erlebten endgültig abzuschließen, insbesondere durch die Sequenz, in der Christopher McCarthy zu 327 Jahren Haft verurteilt wird.

## Nominierungen
Golden Globe Awards 2020
- Nominierung: Beste Miniserie oder bester Fernsehfilm
- Nominierung: Beste Hauptdarstellerin in einer Miniserie oder einem Fernsehfilm, für Kaitlyn Dever
- Nominierung: Beste Hauptdarstellerin in einer Miniserie oder einem Fernsehfilm, für Merritt Wever
- Nominierung: Beste Nebendarstellerin in einer Fernsehserie, Miniserie oder einem Fernsehfilm, für Toni Collette

Critics’ Choice Television Awards 2020
- Nominierung: Beste Miniserie
- Nominierung: Beste Hauptdarstellerin in einer Miniserie oder einem Fernsehfilm, für Kaitlyn Dever
- Nominierung: Beste Hauptdarstellerin in einer Miniserie oder einem Fernsehfilm, für Merritt Wever
- Auszeichnung: Beste Nebendarstellerin in einer Miniserie oder einem Fernsehfilm, für Toni Collette

Producers Guild of America Award 2020
- Nominierung: Bester Produzent einer Mini-Fernsehserie, für Michael Chabon, Lisa Cholodenko, Katie Couric Susannah Grant, Ayelet Waldman u. a.

Satellite Awards 2019
- Nominierung: Beste Miniserie
- Nominierung: Beste Nebendarstellerin in einer Fernsehserie, Miniserie oder einem Fernsehfilm, für Toni Collette

Screen Actors Guild Awards 2020
- Nominierung: Beste Darstellerin in einem Fernsehfilm oder Miniserie, für Toni Collette

Writers Guild of America Awards 2020
- Nominierung: Beste adaptierte Fernsehserie